# انقباض‌گر (پزشکی)

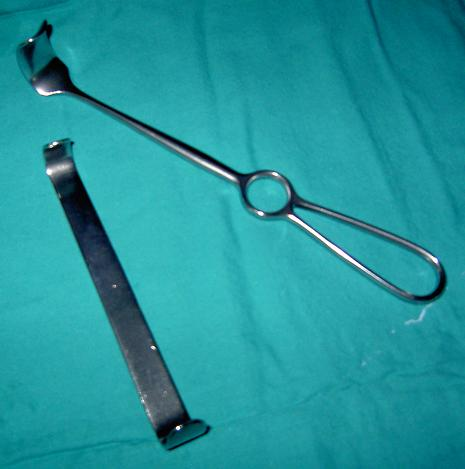
رتراکتور برای فراهم آوردن دید مناسب برای جراح در حین کار بر روی بافت

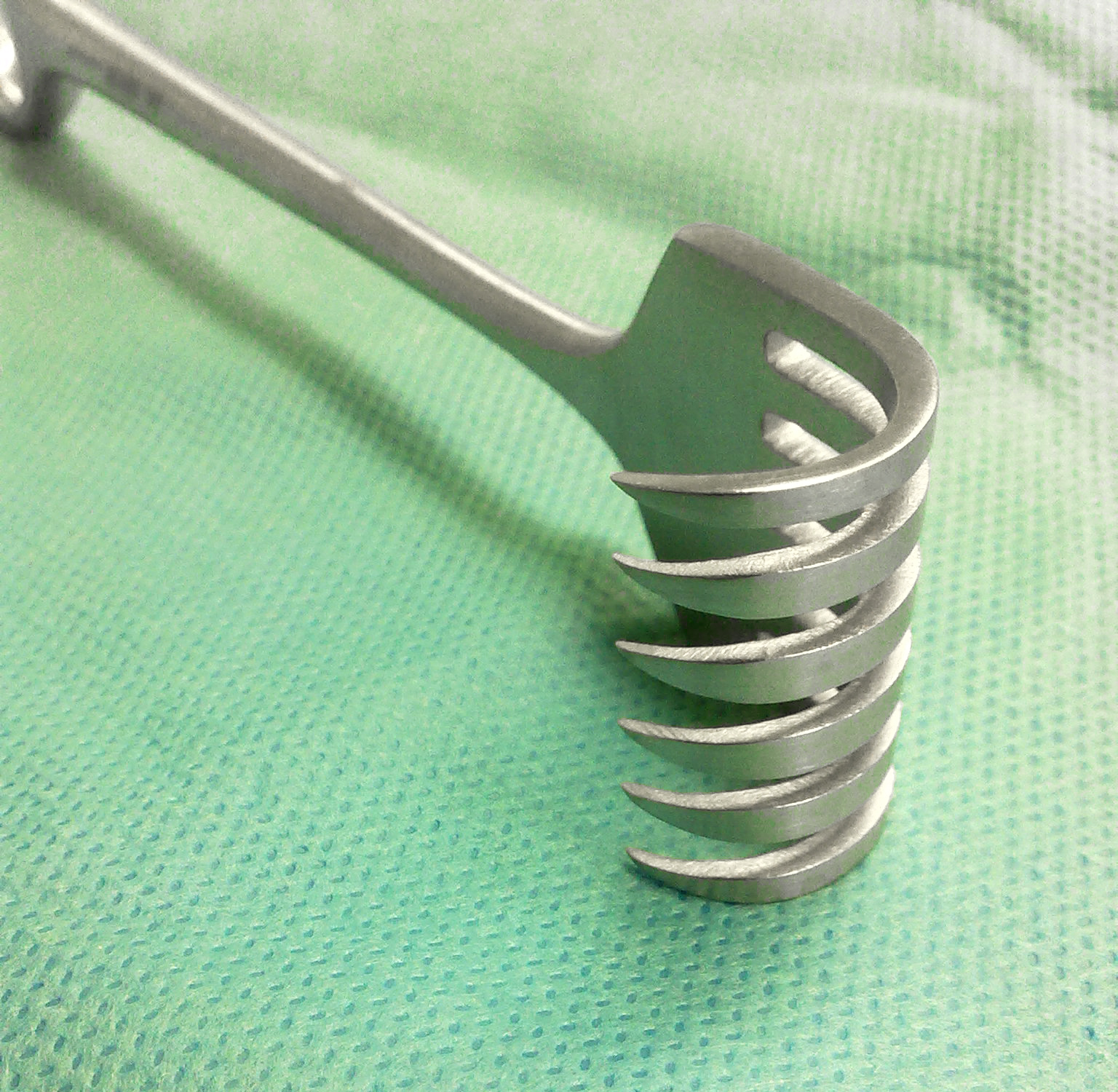
رتراکتور چنگکی (مشابه رتراکتور اسرائیلی)

انقباض‌گر یا منقبض‌کننده (به انگلیسی: Retractor) ابزارآلاتی هستند که دارای دو نوع دستی و خودکار بوده و جراح با کمک این وسایل می‌تواند در ناحیه عمل، از اکسپوز یا دیدکافی برخوردار باشد.
این ابزارهای فولادی با داشتن تیغه خمیده و قلاب مانند که زاویه‌های متفاوتی نیز دارد بافت‌های سطحی یا عمقی را به اطراف می فشارد و به عبارتی باعث انقباض بافتی می‌گردد. در مدل خودکار آن، ضامن قفلی که در دسته‌های آن قرار داده شده، باعث می‌شود تا رتراکتور بدون تغییر درجه در ناحیه باقی بماند.

## انواع
- انقباض‌گر سن
- انقباض‌گر دیور
- انقباض‌گر فارابوف
- انقباض‌گر فیناچیتو
- انقباض‌گر شکمی
- انقباض‌گر چنگالی
- انقباض‌گر والو نرم[۱]

## نگارخانه

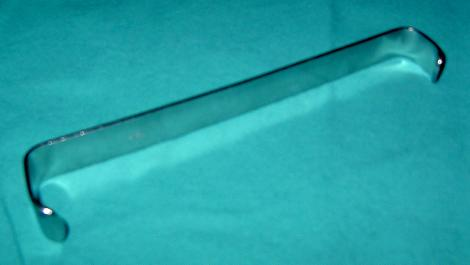
رترکتور فارابوف
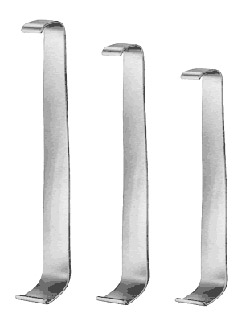
رترکتور فارابوف